# Gamarra
Gamarra – miasto w Kolumbii, w departamencie Cesar.